# Sebastian Eckstein
Sebastian Eckstein (geboren um 1711 in Brünn; gestorben nach 1757) war ein mährischer Maler, der in den Ländern der Polnischen Krone wirkte.

## Leben
Sebastian Eckstein war ein Sohn des Malers Franz Gregor Ignaz Eckstein (1689–1741). Wahrscheinlich arbeitete er 1727 mit seinem Vater in Krakau und nochmals 1736. In dieser Zeit waren beide auch in Lemberg tätig. Zwischen 1747 und 1754 wirkte er wiederholt in Warschau. 
Wahrscheinlich malte Eckstein in der Jesuitenkirche Lemberg Fresken in den Seitenschiffen. 1742 malte er in der Lemberger Andreaskirche. 1747 dekorierte er im Auftrag von Błażej Jan Krasiński in Krasne die Kreuzerhöhungskirche mit 19 Wandgemälden. Für Jan Klemens Branicki schuf er in der Dreifaltigkeitskirche von Tykocin eine spätbarocke Dekoration. Um 1753 entwarf er für Joachim Daniel Jauchs Umbau der St. Lorenzkirche in Wola illusionistische Altäre, über deren Realisierung ist nichts bekannt. Vermutlich führte er 1754 Dekorationen im Palast in Białystok aus. 